# 掺钕氟化钇锂
掺钕氟化钇锂（Nd:YLF）是主動雷射介質，用在弧光燈抽運及激光二極管的固態雷射中。氟化钇锂晶體（LiYF4）本身有雙折射特性，常用在1047 nm及1053 nm的雷射。
掺钕氟化钇锂因為其螢光的時間較長，會用在Q开关系統中。掺钕氟化钇锂類似Nd-Yag雷射（摻釹釔鋁石榴石雷射），Q切換的掺钕氟化钇锂會配合光諧波發生（harmonic generation）來產生較短的波長。倍頻掺钕氟化钇锂的常見應用是抽運超快的鈦藍寶石雷射啁啾脈衝（chirped-pulse）。
在重覆速率在數kHz以下時，掺钕氟化钇锂可以比Nd-Yag雷射產生更高的脈衝能量。不過掺钕氟化钇锂是脆性材料，容易破裂，也略溶於水。掺钕氟化钇锂會慢慢的溶解在周圍的冷卻水中。